# Joachim Adolphe de Seiglière
Pour les autres membres de la famille, voir Maison de Soyécourt.
Joachim Adolphe de Seiglière de Soyécourt, marquis de Soyécourt (28 octobre 1686 - 25 mars 1738), fut un noble et militaire français, issue d'une ancienne famille de Picardie.

## Biographie
Joachim Adolphe de Seiglière de Soyécourt était le fils de Thimoléon Gilbert de Seiglière (mort en 1695), conseiller du roi, maître des requêtes de l'hôtel du roi et de Marie Renée de Belleforière (1657-25 avril 1739), marquise de Soyécourt. Il hérita du marquisat de Soyécourt par sa mère.

### Carrière militaire
Il débuta dans la carrière des armes, en 1702, chez les mousquetaires puis devint capitaine de cavalerie du Régiment Dauphin-Étranger et colonel du Régiment de Bourgogne. Il participa à la Guerre de succession d'Espagne et prit part à la prise du Fort de Kehl, le 10 mars 1703 et à la prise d'Augsbourg le 16 décembre 1703. Il fut blessé à la Bataille de Cassano, en 1705 et participa à la Bataille de Calcinato, le 16 mai 1706 ainsi qu'au siège de Turin la même année. Il fut ensuite présent à la levée du siège de Toulon (1707), à la Bataille de Malplaquet, le 11 septembre 1709 et à la Bataille de Denain de 1712. Le Maréchal de Villars le chargea d'apporter à Louis XIV les drapeaux enlevés à l'ennemi lors de la reprise de Douai, le 8 septembre 1712. Il termina sa carrière militaire par les sièges de Landau et de Fribourg.
En récompense de ses services, il fut nommé brigadier d'infanterie en 1719 et Louis XV lui remis la croix de Saint-Louis, le 20 avril 1723.

### Fin peu glorieuse
Joachim Adolphe de Seiglière de Soyécourt épousa, le 29 janvier 1720, Corisande de Pas de Feuquières, fille du marquis de Feuquières, Antoine de Pas, lieutenant général des armées du roi. Le couple eut trois fils dont Joachim Charles de Seiglière. 
Joachim Adolphe de Seiglière mourut à Venise le 25 mars 1738 : « perdu de débauche, de jeu et de toutes sortes d'infamie », selon le mémorialiste Saint-Simon.